# اون‌جوسا
اون‌جوسا (کره‌ای: 운주사) یا معبد اون‌جو یک معبد بودایی در شهرستان هواسون، استان جولا جنوبی، کره جنوبی است. این معبد در ۲۶ کیلومتری (۱۶ مایل) جنوب غربی شهرستان هواسون و ۴۰ کیلومتری (۲۴ مایل) جنوب گوانگجو قرار دارد. این معبد در مقایسه با سایر معابد کره، مجموعه‌ای خاص از مجسمه‌های سنگی بودا و پاگوداهای سنگی دارد و به همین دلیل اون‌جوسا اغلب به عنوان معبد مرموز شناخته می‌شود. در مورد تاریخچهٔ این معبد، مشهورترین فرضیه این است که راهب دوسون در دوران پایانی پادشاهی شیلا (۵۷ قبل از میلاد – ۹۳۵ میلادی) معبد را بر اساس رمل تأسیس کرده است، اما هنوز منشأ آن به‌طور قطعی تأیید نشده است.